# Municipio de Williams (condado de Martin)
El municipio de Williams (en inglés: Williams Township) es un municipio ubicado en el  condado de Martin en el estado estadounidense de Carolina del Norte. En el año 2010 tenía una población de 1.256 habitantes.

## Geografía
El municipio de Williams se encuentra ubicado en las coordenadas 35°48′35.58″N 76°58′28.83″O / 35.8098833, -76.9746750.